# Malleval
Malleval ist eine französische Gemeinde mit 619 Einwohnern (Stand: 1. Januar 2022) im Département Loire in der Region Auvergne-Rhône-Alpes. Sie gehört zum Arrondissement Saint-Étienne und zum Kanton Le Pilat. Die Einwohner werden Mallaviauds genannt.

## Geografie
Die Gemeinde Malleval liegt im Regionalen Naturpark Pilat an der Grenze zum Département Ardèche, etwa 27 Kilometer ostsüdöstlich von Saint-Étienne. Umgeben wird Malleval von den Nachbargemeinden Chavanay im Norden, Saint-Pierre-de-Bœuf im Osten und Südosten, Maclas im Süden, Lupé im Südwesten sowie Bessey im Westen. Durch die Gemeinde Malleval führt der Fluss Batalon, der hier kurz vor seiner Mündung in die Rhône in einer bis zu 150 m tiefen Schlucht fließt.
In Malleval wird Wein der Appellationen Saint-Joseph und Côtes du Rhône produziert.

## Bevölkerungsentwicklung
| Jahr                       | 1962 | 1968 | 1975 | 1982 | 1990 | 1999 | 2006 | 2012 | 2022 |
| -------------------------- | ---- | ---- | ---- | ---- | ---- | ---- | ---- | ---- | ---- |
| Einwohner                  | 357  | 347  | 300  | 342  | 427  | 477  | 528  | 567  | 619  |
| Quellen: Cassini und INSEE |      |      |      |      |      |      |      |      |      |

## Sehenswürdigkeiten
- Kirche Notre-Dame-de-Pitié aus dem 12. Jahrhundert

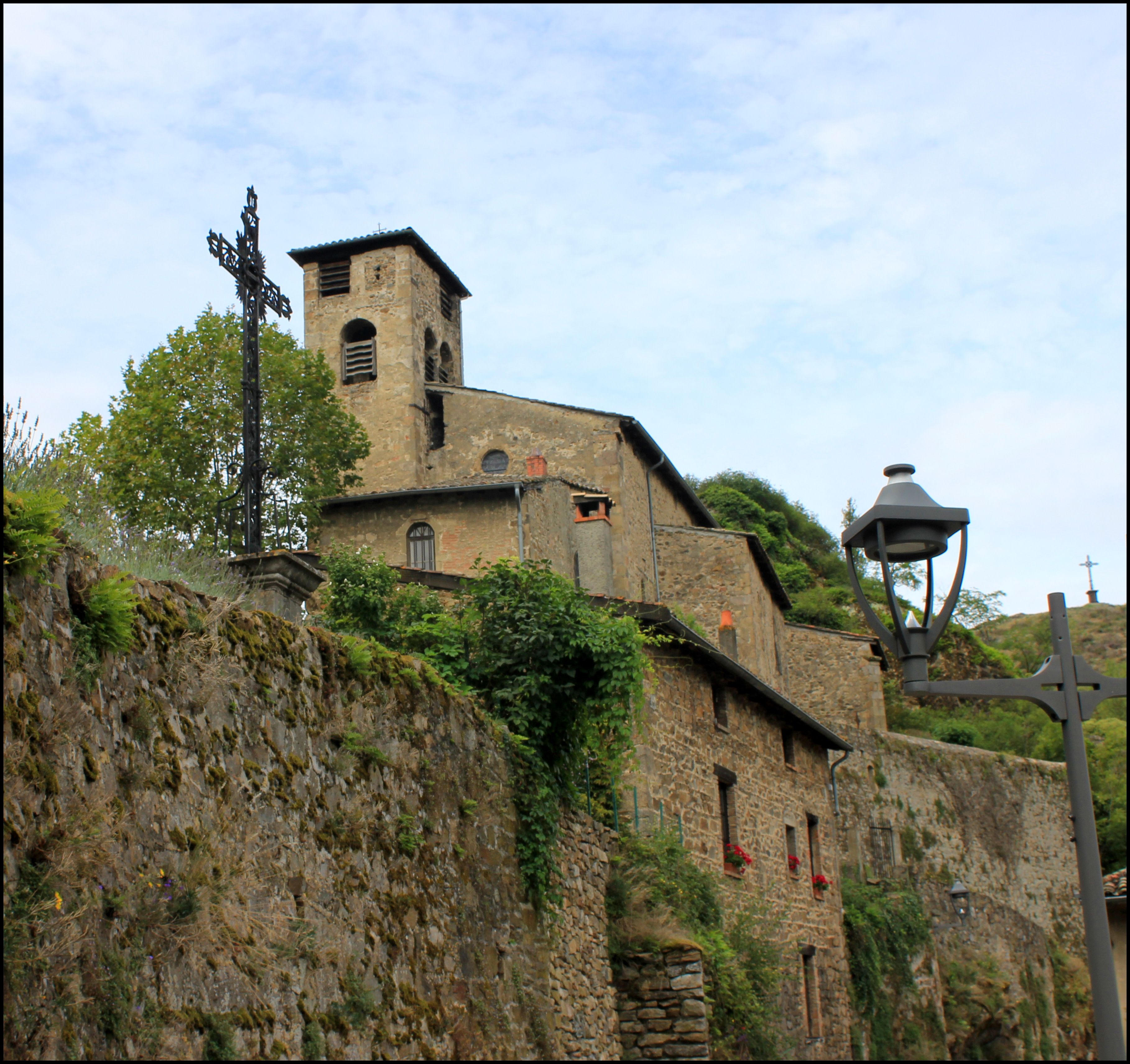
Kirche Notre-Dame-de-Pitié
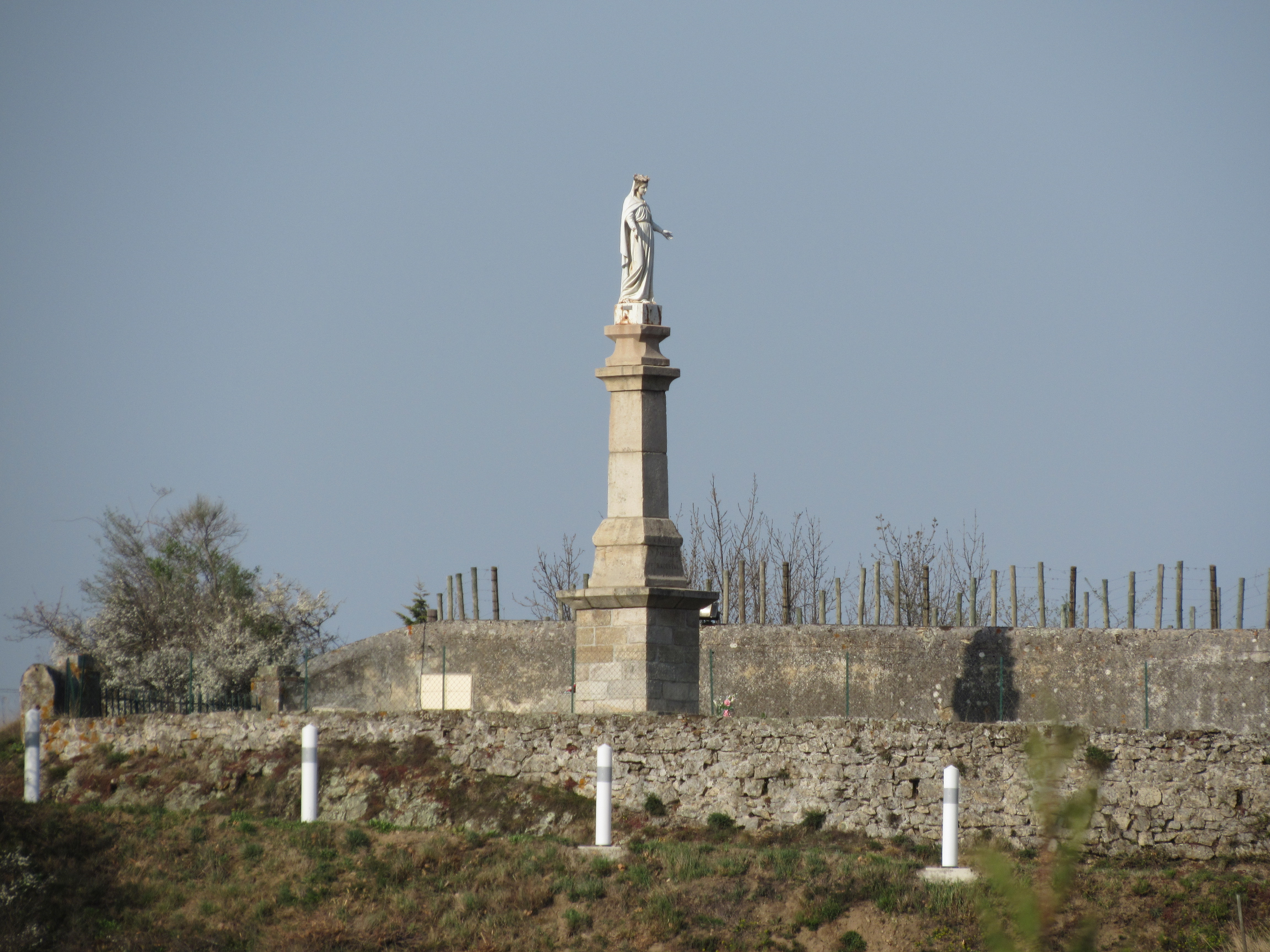
Marienstatue
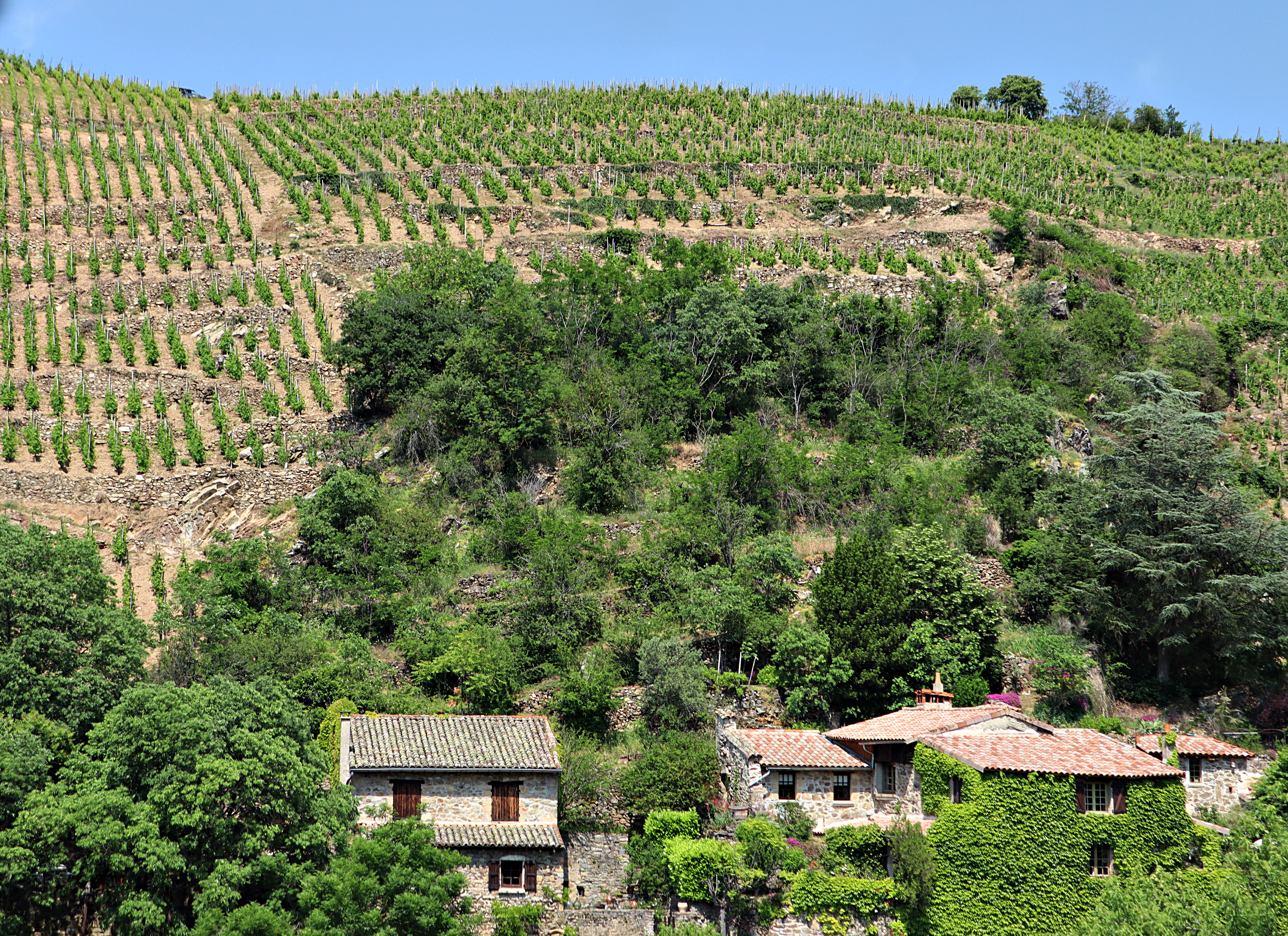
Reben in Malleval